# 서울 성북구의 국회의원

## 행정구역 변천
- 1949년 8월 13일 서울특별시 성북구 신설(동대문구 돈암동·안암동·종암동·성북동과 고양군 숭인면)
- 1963년 1월 1일 양주군 노해면이 성북구에 편입
- 1973년 7월 1일 성북구 미아동·번동·수유동·우이동·창동·월계동·쌍문동·상계동·중계동·도봉동·방학동·공릉동·하계동이 도봉구로 분구
- 1975년 10월 1일 동대문구 보문동이 성북구에 편입

## 서울 성북구의 역대 국회의원
| 대수         | 이름            | 소속정당       | 임기                               | 선거구역 |
| ------------ | --------------- | -------------- | ---------------------------------- | --- |
| 제2대        | 조소앙(趙素昻)  | 사회당         | 1950년 5월 31일 - 1954년 5월 30일  | 성북구 일원(제6선거구) |
| 제3대        | 김일(金一)      | 자유당         | 1954년 5월 31일 - 1958년 5월 30일  | 성북구 일원(제6선거구) |
| 제4대        | 서범석(徐範錫)  | 민주당         | 1958년 5월 31일 - 1960년 7월 28일  | 성북구 일원(제9선거구) |
| 제5대 민의원 | 서범석(徐範錫)  | 민주당         | 1960년 7월 29일 - 1961년 5월 16일  | 성북구 일원(제9선거구) |
| 제6대        | 조윤형(趙尹衡)  | 민정당         | 1963년 12월 17일 - 1967년 6월 30일 | 성북구 갑: 성북동1가 성북동2가 동소문동1가 동소문동2가 동소문동3가 동소문동4가 동소문동5가 동소문동6가 동소문동7가 동소문동8가 동선동1가 동선동2가 동선동3가 동선동4가 동선동5가 삼선동1가 삼선동2가 삼선동3가 삼선동4가 삼선동5가 안암동1가 안암동2가 안암동3가 안암동4가 안암동5가 정릉동 |
| 제6대        | 서범석(徐範錫)  | 민정당         | 1963년 12월 17일 - 1967년 6월 30일 | 성북구 을: 돈암동 종암동 상월곡동 하월곡동 미아동 장위동 석관동 번동 우이동 수유동 창동 월계동 쌍문동 공릉동 하계동 중계동 상계동 도봉동 방학동 |
| 제7대        | 조윤형(趙尹衡)  | 신민당         | 1967년 7월 1일 - 1971년 6월 30일   | 성북구 갑: 성북동1가 성북동2가 동소문동1가 동소문동2가 동소문동3가 동소문동4가 동소문동5가 동소문동6가 동소문동7가 동소문동8가 동선동1가 동선동2가 동선동3가 동선동4가 동선동5가 삼선동1가 삼선동2가 삼선동3가 삼선동4가 삼선동5가 안암동1가 안암동2가 안암동3가 안암동4가 안암동5가 정릉동 |
| 제7대        | 서범석(徐範錫)  | 신민당         | 1967년 7월 1일 - 1971년 6월 30일   | 성북구 을: 돈암동 종암동 상월곡동 하월곡동 미아동 장위동 석관동 번동 우이동 수유동 창동 월계동 쌍문동 공릉동 하계동 중계동 상계동 도봉동 방학동 |
| 제8대        | 조윤형(趙尹衡)  | 신민당         | 1971년 7월 1일 - 1972년 10월 17일  | 성북구 갑: 성북1동 성북2동 동소문동 삼선1동 삼선2동 삼선3동 동선동 남선동 서선동 북선동 정화동 동암동 남암동 서암동 정릉1동 정릉2동 정릉3동 |
| 제8대        | 서범석(徐範錫)  | 신민당         | 1971년 7월 1일 - 1972년 10월 17일  | 성북구 을: 종암동 길음동 인수동 송천동 삼양1동 삼양2동 화계동 |
| 제8대        | 고흥문(高興門)  | 신민당         | 1971년 7월 1일 - 1972년 10월 17일  | 성북구 병: 월곡동 장석동 창동 태릉동 노원동 도봉동 |
| 제9대        | 고흥문(高興門)  | 신민당         | 1973년 3월 12일 - 1979년 3월 11일  | 성북구 일원(제4선거구) |
| 제9대        | 정래혁(丁來赫)  | 민주공화당     | 1973년 3월 12일 - 1979년 3월 11일  | 성북구 일원(제4선거구) |
| 제10대       | 조세형(趙世衡)  | 신민당         | 1979년 3월 12일 - 1980년 10월 27일 | 성북구 일원(제4선거구) |
| 제10대       | 정래혁(丁來赫)  | 민주공화당     | 1979년 3월 12일 - 1980년 10월 27일 | 성북구 일원(제4선거구) |
| 제11대       | 김정례(金正禮)) | 민주정의당     | 1981년 4월 11일 ~ 1985년 4월 10일  | 성북구 일원(제5선거구) |
| 제11대       | 조순형(趙舜衡)  | 무소속         | 1981년 4월 11일 ~ 1985년 4월 10일  | 성북구 일원(제5선거구) |
| 제12대       | 이철(李哲)      | 신한민주당     | 1985년 4월 11일 ~ 1988년 5월 29일  | 성북구 일원(제5선거구) |
| 제12대       | 김정례(金正禮)  | 민주정의당     | 1985년 4월 11일 ~ 1988년 5월 29일  | 성북구 일원(제5선거구) |
| 제13대       | 이철(李哲)      | 무소속         | 1988년 5월 30일 ~ 1992년 5월 29일  | 성북구 갑: 성북1동, 성북2동, 동소문동, 삼선1동, 삼선2동, 동선1동, 동선2동, 돈암2동, 안암동, 보문동, 정릉1동, 정릉2동, 정릉3동, 정릉4동, 길음1동, 길음2동 |
| 제13대       | 조윤형(趙尹衡)  | 평화민주당     | 1988년 5월 30일 ~ 1992년 5월 29일  | 성북구 을: 돈암1동, 길음3동, 종암1동, 종암2동, 월곡1동, 월곡2동, 월곡3동, 월곡4동, 상월곡동, 장위1동, 장위2동, 장위3동, 석관1동, 석관2동 |
| 제14대       | 이철(李哲)      | 민주당         | 1992년 5월 30일 ~ 1996년 5월 29일  | 성북구 갑: 성북1동, 성북2동, 동소문동, 삼선1동, 삼선2동, 동선1동, 동선2동, 돈암2동, 안암동, 보문동, 정릉1동, 정릉2동, 정릉3동, 정릉4동, 길음1동, 길음2동 |
| 제14대       | 신계륜(申溪輪)  | 민주당         | 1992년 5월 30일 ~ 1996년 5월 29일  | 성북구 을: 돈암1동, 길음3동, 종암1동, 종암2동, 월곡1동, 월곡2동, 월곡3동, 월곡4동, 상월곡동, 장위1동, 장위2동, 장위3동, 석관1동, 석관2동 |
| 제15대       | 유재건(柳在乾)  | 새정치국민회의 | 1996년 5월 30일 ~ 2000년 5월 29일  | 성북구 갑: 성북1동, 성북2동, 동소문동, 삼선1동, 삼선2동, 동선1동, 동선2동, 돈암2동, 안암동, 보문동, 정릉1동, 정릉2동, 정릉3동, 정릉4동, 길음1동, 길음2동 |
| 제15대       | 강성재(姜聲才)  | 신한국당       | 1996년 5월 30일 ~ 2000년 5월 29일  | 성북구 을: 돈암1동, 길음3동, 종암1동, 종암2동, 월곡1동, 월곡2동, 월곡3동, 월곡4동, 상월곡동, 장위1동, 장위2동, 장위3동, 석관1동, 석관2동 |
| 제16대       | 유재건(柳在乾)  | 새천년민주당   | 2000년 5월 30일 ~ 2004년 5월 29일  | 성북구 갑: 성북1동, 성북2동, 동소문동, 삼선1동, 삼선2동, 동선1동, 동선2동, 돈암2동, 안암동, 보문동, 정릉1동, 정릉2동, 정릉3동, 정릉4동, 길음1동, 길음2동 |
| 제16대       | 신계륜(申溪輪)  | 새천년민주당   | 2000년 5월 30일 ~ 2004년 5월 29일  | 성북구 을: 돈암1동, 길음3동, 종암1동, 종암2동, 월곡1동, 월곡2동, 월곡3동, 월곡4동, 상월곡동, 장위1동, 장위2동, 장위3동, 석관1동, 석관2동 |
| 제17대       | 유재건(柳在乾)  | 열린우리당     | 2004년 5월 30일 ~ 2008년 5월 29일  | 성북구 갑: 성북1동, 성북2동, 동소문동, 삼선1동, 삼선2동, 동선1동, 동선2동, 돈암2동, 안암동, 보문동, 정릉1동, 정릉2동, 정릉3동, 정릉4동, 길음1동, 길음2동 |
| 제17대       | 신계륜(申溪輪)  | 열린우리당     | 당선 무효                          | 성북구 을: 돈암1동, 길음3동, 종암1동, 종암2동, 월곡1동, 월곡2동, 월곡3동, 월곡4동, 상월곡동, 장위1동, 장위2동, 장위3동, 석관1동, 석관2동 |
| 제17대       | 조순형(趙舜衡)  | 민주당         | 2006년 7월 27일 ~ 2008년 5월 29일  | 성북구 을: 돈암1동, 길음3동, 종암1동, 종암2동, 월곡1동, 월곡2동, 월곡3동, 월곡4동, 상월곡동, 장위1동, 장위2동, 장위3동, 석관1동, 석관2동 |
| 제18대       | 정태근(鄭泰根)  | 한나라당       | 2008년 5월 30일 ~ 2012년 5월 29일  | 성북구 갑: 성북동, 삼선동, 동선동, 돈암2동, 안암동, 보문동, 정릉1동, 정릉2동, 정릉3동, 정릉4동, 길음1동 |
| 제18대       | 김효재(金孝在)  | 한나라당       | 2008년 5월 30일 - 2011년 8월 4일   | 성북구 을: 돈암1동, 길음2동, 종암동, 월곡1동, 월곡2동, 장위1동, 장위2동, 장위3동, 석관동 |
| 제19대       | 유승희(俞承希)  | 민주통합당     | 2012년 5월 30일 - 2016년 5월 29일  | 성북구 갑: 성북동, 삼선동, 동선동, 돈암2동, 안암동, 보문동, 정릉1동, 정릉2동, 정릉3동, 정릉4동, 길음1동 |
| 제19대       | 신계륜(申溪輪)  | 민주통합당     | 2012년 5월 30일 - 2016년 5월 29일  | 성북구 을: 돈암1동, 길음2동, 종암동, 월곡1동, 월곡2동, 장위1동, 장위2동, 장위3동, 석관동 |
| 제20대       | 유승희(俞承希)  | 더불어민주당   | 2016년 5월 30일 - 2020년 5월 29일  | 성북구 갑: 성북동, 삼선동, 동선동, 돈암2동, 안암동, 보문동, 정릉1동, 정릉2동, 정릉3동, 정릉4동, 길음1동 |
| 제20대       | 기동민(奇東旻)  | 더불어민주당   | 2016년 5월 30일 - 2020년 5월 29일  | 성북구 을: 돈암1동, 길음2동, 종암동, 월곡1동, 월곡2동, 장위1동, 장위2동, 장위3동, 석관동 |
| 제21대       | 김영배(金永培)  | 더불어민주당   | 2020년 5월 30일 - 2024년 5월 29일  | 성북구 갑: 성북동, 삼선동, 동선동, 돈암2동, 안암동, 보문동, 정릉1동, 정릉2동, 정릉3동, 정릉4동, 길음1동 |
| 제21대       | 기동민(奇東旻)  | 더불어민주당   | 2020년 5월 30일 - 2024년 5월 29일  | 성북구 을: 돈암1동, 길음2동, 종암동, 월곡1동, 월곡2동, 장위1동, 장위2동, 장위3동, 석관동 |
| 제22대       | 김영배(金永培)  | 더불어민주당   | 2024년 5월 30일 -                  | 성북구 갑: 성북동, 삼선동, 동선동, 돈암2동, 안암동, 보문동, 정릉1동, 정릉2동, 정릉3동, 정릉4동, 길음1동 |
| 제22대       | 김남근(金南槿)  | 더불어민주당   | 2024년 5월 30일 -                  | 성북구 을: 돈암1동, 길음2동, 종암동, 월곡1동, 월곡2동, 장위1동, 장위2동, 장위3동, 석관동 |

## 같이 보기
- 성북구 갑
- 성북구 을
- 서울 종로구의 국회의원
- 서울 중구의 국회의원
- 서울 용산구의 국회의원
- 서울 성동구의 국회의원
- 서울 동대문구의 국회의원
- 서울 광진구의 국회의원
- 서울 중랑구의 국회의원
- 고양시의 국회의원
- 양주시의 국회의원
- 남양주시의 국회의원
- 구리시의 국회의원
- 서울 도봉구의 국회의원
- 서울 강북구의 국회의원